# Olympische Sommerspiele 2004/Teilnehmer (Tschad)
| Gelbes Symbol für Goldmedaillen mit stilisierten Olympischen Ringen | Graues Symbol für Silbermedaillen mit stilisierten Olympischen Ringen | Braundes Symbol für Bronzemedaillen mit stilisierten Olympischen Ringen |
| ------------------------------------------------------------------- | --------------------------------------------------------------------- | ----------------------------------------------------------------------- |
| —                                                                   | —                                                                     | —                                                                       |

Tschad nahm bei den Olympischen Sommerspielen 2004 in der griechischen Hauptstadt Athen mit zwei Athleten, einer Frau und einem Mann, teil.
Seit 1964 war es die neunte Teilnahme eines tschadischen Teams bei Olympischen Sommerspielen.

## Teilnehmer nach Sportarten

### Leichtathletik
Frauen
- Kaltouma Nadjina

- 400 m: im Halbfinale ausgeschieden (51,57 s)

Männer
- Djikoloum Mobele

- 100 m: dns